# 釜山劇場
釜山劇場（プサンげきじょう、朝鮮語: 부산극장）は、1934年に建てられた釜山最初の映画上映劇場で、単独では国内最多の座席数（1,011席）を有している。

## 歴史
- 1937年：釜山の忠武路（チュンムロ）2街18番地に、釜山劇場が建てられる。
- 1950年：（朝鮮戦争中の）第10回および第11回臨時国会（1951年6月まで）に使用。
- 1955年9月13日：大規模増築工事（釜山最大規模）
  - 323坪、2階建て、鉄筋コンクリート構造で、劇場舞台は75坪、スクリーンのサイズは横11.5m、縦5.3m、座席数は1階席、2階席を合わせて1,297席であったが、1階の後方部分は柱のために映画が見づらかった。
- 1959年：「韓国映画専用上映館」として定着（1959年から1972年まで、外国映画は上映されなかった)
- 1960年：釜山劇場は韓国映画全体の44％を上映し、地方部では最高の映画館となった。
- 1973年：香港映画『ドラゴン怒りの鉄拳』を上映し、「韓国映画専用上映館」としては幕を下ろす。
- 1982年：釜山最初の複合映画上映館に改装。
- 1983年：現在の釜山劇場の骨組みが建設される。
  - 敷地400坪余り、地下1階～地上4階、総座席数1,491席
- 1993年：内部を改装し、現在の釜山劇場の姿となる。総座席数2,265席。
- 1999年：中区南浦洞6街78-2番地に「釜山劇場チャガルチ（부산극장 자갈치）」3館を開館した。
- 2000年：中区南浦洞5街24-6番地にあった旧・第一劇場（제일극장）を引き受けして跡地に映画館を改めて新築した（5館、合計924席）。

- 釜山（プサン）劇場が所有する全上映館の座席数は、合計4,074席となる。

## 構造
釜山劇場の1館は、複層式構造で、1階は傾斜のない平床の構造となっており、スクリーンは1階と2階の間の高さに横17m、縦7.5mの大きさで位置している。 1館の2階は一般的な階段型になっており映画の鑑賞に不便はない。
釜山劇場の旧館である1館、2館、3館は施設が老朽化しており、一般的にいう最新施設ではなく、階段型ではない、平坦に並べられた席から、やや見上げるようにして映画を鑑賞する方式になっている。
釜山劇場の新館である4館、5館、6館、7館、8館は、釜山劇場の旧館とは異なり、上映館の床は階段型である。
映写機は、4Kでデジタルシネマに対応しておりメガボックス (메가박스、MEGAMAX) と同等である。